# Road to Revolution: Live at Milton Keynes
Road to Revolution: Live at Milton Keynes là album tổng hợp đĩa CD / DVD / BD trực tiếp thứ hai của ban nhạc rock Mỹ Linkin Park.  Album được thu âm trong chuyến lưu diễn lễ hội Projekt Revolution hàng năm của ban nhạc tại National Bowl ở Milton Keynes vào ngày 29 tháng 6 năm 2008. Ban đầu album được lên kế hoạch phát hành vào ngày 25 tháng 11 năm 2008, nhưng đã được thay đổi thành ngày 24 tháng 11. Buổi diễn có những nhạc phẩm từ toàn bộ 3 album của ban nhạc, cũng như các bài hát trong đĩa EP của họ, Collision Course hợp tác với Jay-Z, và các yếu tố từ "Reanimation" cũng như The Rising Tied của Fort Minor.
Tại Ý, album đã được chứng nhận vàng bởi Liên đoàn Công nghiệp Âm nhạc Ý.

## Hoàn cảnh
Buổi biểu diễn đã được thông báo trước nhiều tháng và được quảng bá rầm rộ, nhằm có thể thu hút được nhiều khán giả nhất có thể để phát hành DVD / CD và cạnh tranh với Lễ hội Glastonbury nổi tiếng diễn ra trong 3 ngày trước đó. Buổi biểu diễn diễn ra vào ngày 29 tháng 6 năm 2008. Đây là lần đầu tiên Projekt Revolution đến với Vương quốc Anh trong khuôn khổ chuyến lưu diễn Projekt Revolution đầu tiên ở châu Âu (ba chương trình còn lại diễn ra ở Đức). Đây cũng là lần đầu tiên Linkin Park và Jay-Z hợp tác bên ngoài nước Mỹ. Giống như tất cả các buổi nhạc Projekt Revolution, một số ban nhạc đã trình diễn trước Linkin Park; Innerpartysystem, The Bravery, Enter Shikari, N*E*R*D, Pendulum và Jay-Z (người đã biểu diễn toàn bộ phần solo, cũng như những bài hợp tác với nghệ sĩ chính). Trên nhiều tờ rơi được phát hành bởi ban nhạc và được phân phát bởi Linkin Park Street Team, HIM đã được liệt kê là nghệ sĩ trình diễn. Bennington nói với đám đông rằng đây là buổi trình diễn Project Revolution lớn nhất cho đến nay sau "Points of Authority" và nói rằng đó là ngày tuyệt vời nhất trong cuộc đời mình. Các danh sách nhạc phẩm trước đó cho thấy "Reading My Eyes" đáng lẽ đã được trình diễn. "Dirt Off Your Shoulder / Lying from You" cũng được dự định trình diễn nhưng đã được đổi thành "Lying from You" bản bình thường.
Trong bài "Jigga What / Faint", Shinoda đã quên lấy cây đàn guitar của mình, tuy vậy phần của ông đã được biên tập thêm vào. Trên đĩa DVD, trong phần biểu diễn "Bleed It Out", Bennington và Shinoda đã tham gia vào một màn "hát chung" với đám đông, tuy nhiên do thời lượng của chương trình nên nó đã bị cắt ra khỏi CD. (đĩa CD chỉ có thể chứa tối đa 80 phút). "Wake" cũng bị cắt khỏi CD vì lý do tương tự, thay vào đó là phần chuyển tiếp đoạn kết "No More Sorrow" sang "Given Up". Tổng cộng 22 bài hát đã được trình diễn tại buổi nhạc, "Somewhere I Belong", "Papercut" và "Points of Authority" (bao gồm các khổ từ các bài hát "Petrified" và "There They Go" của Fort Minor) xuất hiện trên DVD dưới dạng "nội dung bổ sung" sau phần danh đề.

## Phát hành
Buổi nhạc này đáng lẽ sẽ được phát sóng trên MTV nhưng vì lý do pháp lý, chương trình đã được phát hành thương mại trên CD và DVD. Chương trình đầy đủ, giống như nhiều chương trình khác của Linkin Park kể từ năm 2007, đã được cung cấp để tải xuống ở định dạng MP3 cho những ai đã mua mã tại chương trình. Vào ngày 6 tháng 10 năm 2008, trang web chính thức của ban nhạc đã tổ chức một cuộc thi đặt tên cho CD/DVD dành cho bất kỳ ai từ 18 tuổi trở lên. Vào ngày 8 tháng 10, năm lựa chọn cuối cùng đã được chuyển thành một cuộc thăm dò cho phép người hâm mộ bình chọn cho lựa chọn yêu thích của mình. Các lựa chọn cuối cùng là: "Linkin Park: Midnight In Milton Keynes", "Sunset Revolution: Linkin Park Live In The UK", "Road To Revolution: Linkin Park Live", "Revolution In The Iron City: Linkin Park Live", "Revolution in the UK: Linkin Park Live". Vào ngày 13 tháng 10, trang web đã được sửa đổi để phù hợp với tiêu đề chiến thắng được công bố là "Road to Revolution" ("Đường đến Cách mạng"), cùng với danh sách bài hát.
Vào ngày 23 tháng 10 năm 2008, cảnh quay cho "Leave Out All the Rest" được công chiếu trên Yahoo! Âm nhạc. Vào ngày 28 tháng 10 năm 2008, một phiên bản tóm tắt của chương trình đã được phát sóng trên WOWOW. "Lying from You", "Numb", "The Little Things Give You Away", "Numb / Encore" và "Jigga What / Faint" đã không được phát sóng. Vào ngày 6 tháng 11, đoạn giới thiệu DVD chính thức đã được đăng trên kênh YouTube của Linkin Park (Phiên bản trước khi phát hành). Đoạn trailer cũng đã được đăng trên kênh YouTube của Warner Bros. Records (cả phiên bản trước và sau khi phát hành) và trên kênh YouTube của Warner Music Spain. Warner Music Hong Kong cũng đã sản xuất một đoạn giới thiệu của riêng họ và đăng lên kênh YouTube của họ. Đoạn giới thiệu được sản xuất bằng tiếng Anh. Warner Music Mexico cũng đã sản xuất đoạn giới thiệu riêng của họ cho việc phát hành CD / DVD. Không giống như trailer của Hong Kong, nó có đồ họa mang tiếng Tây Ban Nha. Vào ngày 7 tháng 11, buổi biểu diễn "Breaking the Habit" đã được công chiếu (mặc dù trước đó đã phát sóng trên WOWOW) trên trang MySpace chính thức của ban nhạc. Vào ngày 18 tháng 11, ban nhạc bắt đầu phát trực tuyến toàn bộ album trên trang MySpace của họ. Vào ngày 20 tháng 11, trang web chính thức của Linkin Park thông báo ngày phát hành sẽ được thay đổi thành 24 tháng 11 và cảnh quay của "Bleed It Out" (được sửa đổi) đã được công chiếu trên kênh YouTube của họ. Các buổi biểu diễn trực tiếp của "Given Up" (sửa đổi), "Leave Out All the Rest", "Bleed It Out" (sửa đổi) và "Breaking the Habit" đã có sẵn trên các kênh YouTube của Linkin Park và Warner Bros. Records. Vào ngày 25 tháng 11, cảnh quay cho "Numb / Encore" & "Jigga What / Faint" đã được công chiếu trên kênh YouTube của họ trong một video. Mặc dù do nhầm lẫn, cảnh quay của "Numb" đã được đặt trước "Numb / Encore" nhưng đã bị xóa ngay sau đó và thay thế bằng một phiên bản cố định. Given Up ra mắt trên trang YouTube của họ vào ngày 2 tháng 12. Do sự tranh chấp giữa Warner Bros. Records và YouTube, Warner Bros. Records đã yêu cầu YouTube xóa tất cả video và bài hát của các nghệ sĩ được WBR ký hợp đồng. Vì điều này, tất cả các buổi biểu diễn "Road to Revolution" đã bị xóa khỏi kênh YouTube của ban nhạc. Màn trình diễn "Leave Out All the Rest" xuất hiện dưới dạng cảnh quay bổ sung trên DVD phiên bản đặc biệt của phim "Chạng vạng". Vào ngày 2 tháng 12 năm 2009, phiên bản trực tiếp của "What I’m Done" từ album được đề cử cho Màn trình diễn Hard Rock xuất sắc nhất tại Lễ trao giải Grammy hàng năm lần thứ 52.

### iTunes
Các buổi biểu diễn trực tiếp của "Given Up" (Phiên bản sửa đổi) và "Breaking the Habit" đã có sẵn để mua trên iTunes với giá 2,29 USD mỗi bản. Không giống như album trực tiếp Live in Texas trước đó, toàn bộ cảnh quay buổi nhạc được đưa vào dưới dạng video bổ sung.

## Đón nhận
| Đánh giá chuyên môn | Đánh giá chuyên môn |
| Nguồn đánh giá      | Nguồn đánh giá      |
| Nguồn               | Đánh giá            |
| ------------------- | ------------------- |
| Allmusic            | [ 11 ]              |
| Artistdirect        | [ 12 ]              |
| CHARTattack         | [ 13 ]              |
| Kerrang!            | [ 14 ]              |
| Imperiumi           | [ 15 ]              |

Road to Revolution: Live at Milton Keynes đã nhận được phản hồi chia rẽ giữa các nhà phê bình, mặc dù hầu hết đều đồng ý rằng người hâm mộ sẽ hài lòng với album. Ryan Bird từ Kerrang! đánh giá cao album, gọi đây là "khoảnh khắc vinh quang nhất" của ban nhạc cũng như mô tả buổi nhạc là "một ngày của sự hoàn hảo tuyệt đối với từng chi tiết nhỏ nhất". Rick Florino từ Artistdirect cũng khen ngợi album, nói rằng, "Road to Revolution là một trong những buổi nhạc sống hiếm hoi thành công ở mọi cấp độ." Stephen Thomas Erlewine từ Allmusic đã đưa ra một đánh giá trái chiều về album, nói rằng nó "chắc chắn sẽ làm hài lòng người hâm mộ", mặc dù anh cũng cho rằng "Nó không phải là một minh chứng rõ ràng cho sức mạnh trên sân khấu của ban nhạc." Kate Harper từ CHARTattack đã đưa ra một đánh giá tiêu cực, gọi họ là "xem thấy chán", mặc dù cô khen ngợi sự xuất hiện của Jay-Z.

## Danh sách bài hát

### CD
| STT              | Nhan đề | Thời lượng |
| ---------------- | --- | ---------- |
| 1.               | "One Step Closer" | 4:07       |
| 2.               | "From the Inside" | 3:25       |
| 3.               | "No More Sorrow" | 5:06       |
| 4.               | "Given Up" | 3:16       |
| 5.               | "Lying from You" | 3:19       |
| 6.               | "Hands Held High" (A cappella) | 1:27       |
| 7.               | "Leave Out All the Rest" | 3:24       |
| 8.               | "Numb" | 3:46       |
| 9.               | "The Little Things Give You Away" | 7:20       |
| 10.              | "Breaking the Habit" | 4:25       |
| 11.              | "Shadow of the Day" | 4:17       |
| 12.              | "Crawling" (chứa các yếu tố từ "Krwlng") | 4:58       |
| 13.              | "In the End" | 3:50       |
| 14.              | "Pushing Me Away" (Bản Piano) | 3:18       |
| 15.              | "What I've Done" | 5:02       |
| 16.              | "Numb/Encore" (với Jay-Z) | 3:02       |
| 17.              | "Jigga What/Faint" (với Jay-Z) | 5:11       |
| 18.              | "Bleed It Out" | 8:15       |
| 19.              | "Road to Revolution: Live at Milton Keynes (buổi nhạc đầy đủ)" (iTunes video bổ sung chứa phần giới thiệu, miễn phí khi mua kèm album chưa chỉnh sửa) | 1:25:00    |
| Tổng thời lượng: | Tổng thời lượng: | 77:28      |

### Đĩa DVD / Blu-ray
| STT              | Nhan đề                                  | Thời lượng |
| ---------------- | ---------------------------------------- | ---------- |
| 1.               | "One Step Closer"                        | 4:13       |
| 2.               | "From the Inside"                        | 3:43       |
| 3.               | "No More Sorrow"                         | 5:45       |
| 4.               | "Wake"                                   | 1:33       |
| 5.               | "Given Up"                               | 3:16       |
| 6.               | "Lying from You"                         | 3:18       |
| 7.               | "Hands Held High" (A cappella)           | 1:26       |
| 8.               | "Leave Out All the Rest"                 | 3:23       |
| 9.               | "Numb"                                   | 3:46       |
| 10.              | "The Little Things Give You Away"        | 7:21       |
| 11.              | "Breaking the Habit"                     | 4:31       |
| 12.              | "Shadow of the Day"                      | 4:16       |
| 13.              | "Crawling" (chứa các yếu tố từ "Krwlng") | 4:57       |
| 14.              | "In the End"                             | 4:47       |
| 15.              | "Pushing Me Away" (Bản Piano)            | 4:56       |
| 16.              | "What I've Done"                         | 5:18       |
| 17.              | "Numb/Encore" (với Jay-Z)                | 3:01       |
| 18.              | "Jigga What/Faint" (với Jay-Z)           | 5:10       |
| 19.              | "Bleed It Out"                           | 11:28      |
| Tổng thời lượng: | Tổng thời lượng:                         | 85:10      |

| Nội dung ẩn | Nội dung ẩn                                                                | Nội dung ẩn |
| STT         | Nhan đề                                                                    | Thời lượng  |
| ----------- | -------------------------------------------------------------------------- | ----------- |
| 20.         | "Somewhere I Belong"                                                       | 3:41        |
| 21.         | "Papercut"                                                                 | 3:51        |
| 22.         | "Points of Authority" (Chứa các khổ hát từ "Petrified" và "There They Go") | 5:03        |

## Danh sách màn trình diễn
| Danh sách màn trình diễn ban đầu 1. "One Step Closer" 2. "From the Inside" 3. "Somewhere I Belong" 4. "No More Sorrow" 5. "Papercut" 6. "Points of Authority" 7. "Wake 2.0" (đoạn nghỉ) 8. "Given Up" 9. "Lying from You" 10. "Hands Held High" 11. "Leave Out All the Rest" 12. "Numb" 13. "The Little Things Give You Away" 14. "Breaking the Habit" 15. "Shadow of the Day" 16. "Crawling" 17. "In the End" Hát lại Lần 1 1. "Pushing Me Away" (bản piano) 2. "What I've Done" Hát lại Lần 2 1. "Numb/Encore" (góp mặt Jay-Z) 2. "Jigga What/Faint" (góp mặt Jay-Z) 3. "Bleed It Out" | Danh sách màn trình diễn ban đầu dự tính 1. One Step Closer 2. From the Inside 3. Somewhere I Belong 4. No More Sorrow 5. Papercut 6. Points of Authority 7. Reading My Eyes 8. Wake 2.0 (đoạn nghỉ) 9. Given Up 10. Leave Out All the Rest 11. Numb 12. The Little Things Give You Away 13. Breaking the Habit 14. Shadow of the Day 15. Crawling 16. In the End 17. Bleed It Out Hát lại Lần 1 1. Pushing Me Away (bản Piano) 2. What I've Done Hát lại Lần 2 1. Dirt Off Your Shoulder/Lying from You (góp mặt Jay-Z) 2. Numb/Encore (góp mặt Jay-Z) 3. Jigga What/Faint (góp mặt Jay-Z) |

## Đội hình ban nhạc
- Linkin Park
  - Chester Bennington - hát chính (trừ ca khúc "Hands Held High"); guitar đệm (trong "Shadow of the Day")
  - Rob Bourdon - trống (ngoại trừ trong "Hands Held High" và "Pushing Me Away")
  - Brad Delson - guitar chính (ngoại trừ trong "Hands Held High" và "Pushing Me Away")
  - Dave "Phoenix" Farrell - guitar bass (ngoại trừ "Hands Held High" và "Pushing Me Away"); hát bổ sung (trong "The Little Things Give You Away"); guitar đệm (trong "Leave Out All The Rest")
  - Joe Hahn - bàn xoay, chà đĩa, sampling, lập trình
  - Mike Shinoda - hát chính, guitar đệm, đọc rap, đàn organ, hát bè; guitar acoustic (trong "The Little Things Give You Away")
- Jay-Z - đọc rap bổ sung (trong "Numb / Encore" và "Jigga What / Faint")

## Lịch sử phát hành
| Quốc gia       | Ngày phát hành       |
| -------------- | -------------------- |
| Châu Âu        | 21 tháng 11 năm 2008 |
| Vương quốc Anh | 24 tháng 11 năm 2008 |
| Toàn thế giới  | 24 tháng 11 năm 2008 |
| Châu Úc        | 1 tháng 12 năm 2008  |
| New Zealand    | 1 tháng 12 năm 2008  |

## Bảng xếp hạng
| Bảng xếp hạng (2008)                | Vị trí cao nhất |
| ----------------------------------- | --------------- |
| Album Úc (ARIA)                     | 24              |
| Album Áo (Ö3 Austria)               | 14              |
| Album Bỉ (Ultratop Vlaanderen)      | 47              |
| Album Bỉ (Ultratop Wallonie)        | 28              |
| Album Cộng hòa Séc (ČNS IFPI)       | 12              |
| Album Đan Mạch (Hitlisten)          | 38              |
| Album Hà Lan (Album Top 100)        | 54              |
| Album Pháp (SNEP)                   | 12              |
| Album Đức (Offizielle Top 100)      | 11              |
| Album Ireland (IRMA)                | 81              |
| Album Ý (FIMI)                      | 17              |
| Japanese Albums (Oricon)            | 6               |
| Mexican Albums Chart                | 60              |
| Album New Zealand (RMNZ)            | 17              |
| Album Na Uy (VG-lista)              | 15              |
| Portuguese Album Chart              | 2               |
| Album Tây Ban Nha (PROMUSICAE)      | 17              |
| Album Thụy Điển (Sverigetopplistan) | 54              |
| Album Thụy Sĩ (Schweizer Hitparade) | 16              |
| Album Anh Quốc (OCC)                | 58              |
| Album Anh Quốc Rock & Metal (OCC)   | 4               |
| Album Hoa Kỳ Billboard 200          | 41              |

| Bảng xếp hạng (2017)                      | Vị trí cao nhất |
| ----------------------------------------- | --------------- |
| DVD âm nhạc Thụy Điển (Sverigetopplistan) | 10              |

## Chứng nhận
| Quốc gia                                                                           | Chứng nhận | Số đơn vị/doanh số chứng nhận |
| ---------------------------------------------------------------------------------- | ---------- | ----------------------------- |
| Đức (BVMI)                                                                         | Platinum   | 300.000^                      |
| Ý (FIMI)                                                                           | Gold       | 35.000*                       |
| New Zealand (RMNZ)                                                                 | Gold       | 7,500^                        |
| Bồ Đào Nha (AFP)                                                                   | Platinum   | 20.000^                       |
| Thụy Sĩ (IFPI)                                                                     | Gold       | 15.000^                       |
| Anh Quốc (BPI)                                                                     | Silver     | 60.000^                       |
| * Chứng nhận dựa theo doanh số tiêu thụ. ^ Chứng nhận dựa theo doanh số nhập hàng. |            |                               |